# 라 토스카

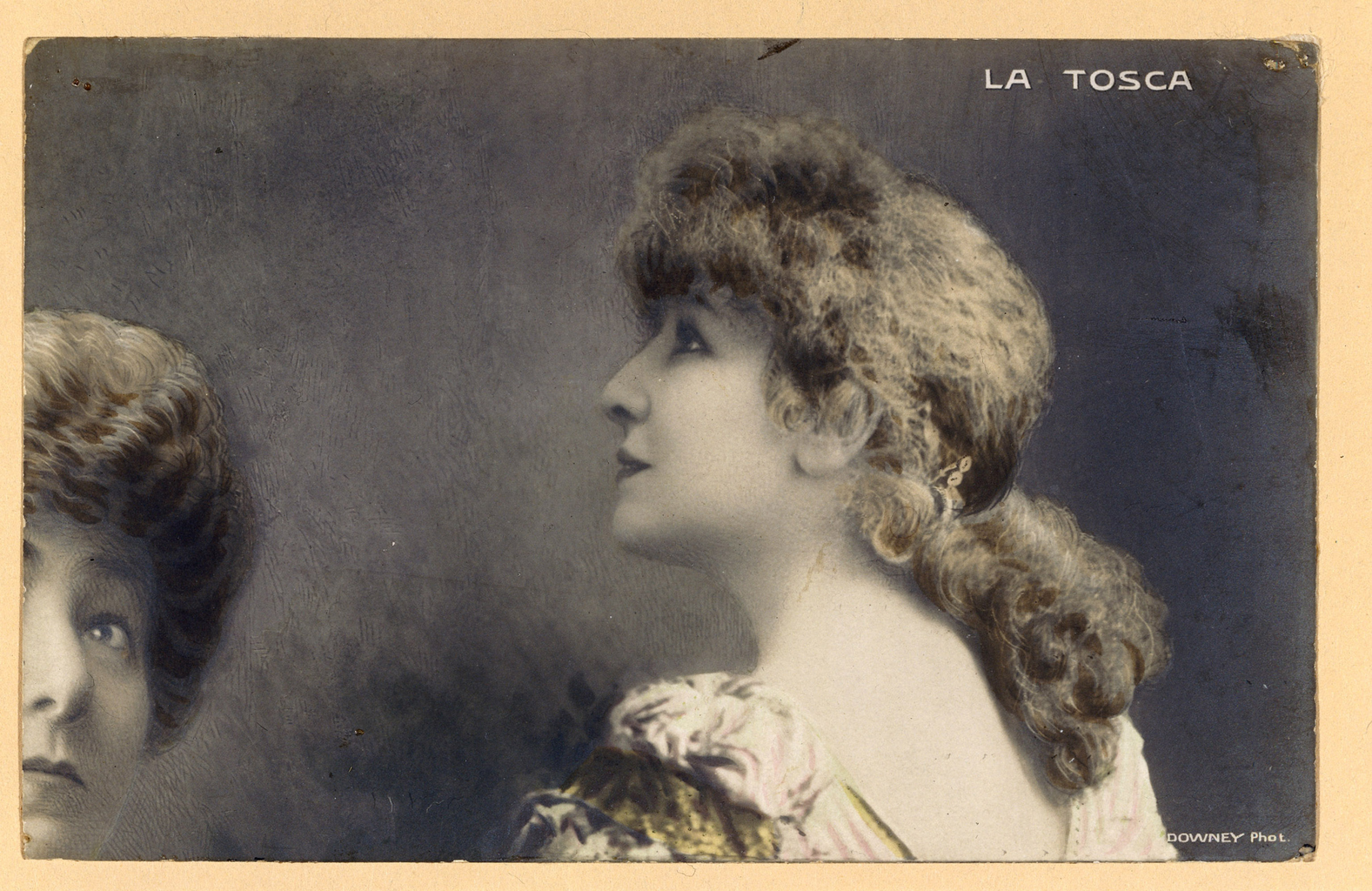
라 토스카

《라 토스카》(La Tosca)는 1887년에 프랑스 극작가 빅토리앵 사르두가 배우 사라 베르나르를 위해 만든 작품이다. 1887년 파리에서 처음 상연되었다. 1990년 베르나르를 주인공으로 미국 뉴욕에서 재상연되었다. 1800년 6월 중순의 이탈리아 로마를 배경으로 하며, 당시의 시대적 상황 하에서 이야기가 전개된다.

## 개요
〈라 토스카〉는 프랑스 초연 이후 “토스카 열풍”을 불러일으키며 유럽과 미국에서 흥행 신화를 이어 간 빅토리앵 사르두의 대표작이다.
사르두는 쉰다섯 번째 작품 〈라 토스카〉에 33년간 쌓은 작가적 역량과 노하우를 쏟아 넣었다. 관객 취향과 기대치를 꿰뚫고 있었던 만큼 대중의 정서와 감각을 충격적으로 파고드는 모티프를 총동원해 적재적소에 배치하고 있다. 극이 끝날 때까지 긴장과 몰입을 놓을 수 없게 만드는 전개, 전격적인 결말은 막이 내린 후에도 관객의 뇌리에 강렬한 인상을 남겼다.
탈옥한 정치범 안젤로티, 그에 대한 우정과 정치적 신념으로 죽음을 불사하는 카바라도시, 그런 카바라도시를 집착적으로 사랑하는 토스카, 그리고 세 남녀를 압박하는 경찰 간부 스카르피아, 네 남녀의 운명이 하룻밤에 결정된다. 주인공들의 운명은 서로에게 강력하게 예속되어 생사의 고리가 뫼비우스의 띠처럼 얽히고설켜 있다. 그 때문에 주인공은 모두 운명에 완패한다. 〈라 토스카〉가 치정으로 덧칠된 단순한 멜로드라마가 아니라 비극인 이유다.
모든 것을 내거는 불타오르는 사랑, 상대를 죽음으로 내모는 치명적인 질투, 최악의 선택을 유도하는 잔혹한 고문, 궁지에 몰려 감행한 음독 자살, 앞뒤 가리지 않는 대담하고도 돌발적인 살인, 가장을 위장한 총살, 전격적인 투신자살 등 극적인 모티프가 한꺼번에 쏟아져 관객들을 숨 막히게 몰아붙인다. 감각을 파고드는 충격적이고 자극적인 요소들 때문에 당대 비평가들은 〈라 토스카〉를 로마 황제 칼리굴라의 드라마판이라고 평가하기도 했다. 그러나 이는 동시에 세계적 흥행의 주된 요인이기도 하다.
〈라 토스카〉는 이후 푸치니의 음악이 더해져 오페라 〈토스카〉로 재탄생하면서 불멸의 고전으로 자리매김하게 되었다. 오페라 〈토스카〉의 인기는 여전해서 현재 가장 자주 공연되는 오페라 레퍼토리 중 하나다. 정치, 예술, 종교라는 화두 아래 다양한 감정의 결들을 그려 낸 강렬한 스토리 전개와 이를 뒷받침해 주는 아름답고도 섬세한 아리아들의 향연이 인기 비결이다. 그 가운데 카바라도시의 아리아 〈오묘한 조화 (Recondita armonia)〉와 토스카의 아리아 〈예술에 살고 사랑에 살고(Vissi d’arte, vissi d’amore)〉, 〈별은 빛나건만(E lucevan le stelle)〉, 그리고 토스카와 카바라도시의 이중창 〈우리 사랑의 집으로(Non la sospiri la nostra casetta)〉는 연인들의 사랑과 고뇌, 회한, 슬픔, 원망을 노래하며 매혹적인 선율로 관객의 귀를 사로잡는다.

## 주요 등장인물
- 플로리아 토스카 - 유명한 가수
- 마리오 카바라도시 - 토스카의 연인, 배우
- 바론 스카르피아 - 비밀 경찰의 수장

## 각색
1900년, 사르두의 연극은 푸치니의 오페라 토스카로 새롭게 각색되었다. 베르디는 사드루의 각본에서 "갑작스런 종결" 부분을 수정할 것을 권하지만, 사르루는 이를 거절한다. 후에, 푸치니 또한 사르두의 각본에서 "갑작스런 종결부분"을 수정할 것을 제안하지만 끝내 사르두를 설득하지 못했다.